# 南廣薩省
南宽扎省位於安哥拉中西，與本哥省、本吉拉省、比耶省、北廣薩省、萬博省、馬蘭哲省等省份相鄰。